# Abe Nobuyuki (cầu thủ bóng đá)
Abe Nobuyuki (阿部 伸行 Abe Nobuyuki, sinh ngày 27 tháng 4 năm 1984) là một cầu thủ bóng đá người Nhật Bản thi đấu cho Nagano Parceiro.

## Thống kê sự nghiệp câu lạc bộ
Cập nhật đến ngày 23 tháng 2 năm 2018.
| Thành tích câu lạc bộ | Thành tích câu lạc bộ  | Thành tích câu lạc bộ | Giải vô địch | Giải vô địch | Cúp                   | Cúp                   | Cúp Liên đoàn | Cúp Liên đoàn | Tổng cộng | Tổng cộng |
| Mùa giải              | Câu lạc bộ             | Giải vô địch          | Số trận      | Bàn thắng    | Số trận               | Bàn thắng             | Số trận       | Bàn thắng     | Số trận   | Bàn thắng |
| Nhật Bản              | Nhật Bản               | Nhật Bản              | Giải vô địch | Giải vô địch | Cúp Hoàng đế Nhật Bản | Cúp Hoàng đế Nhật Bản | J. League Cup | J. League Cup | Tổng cộng | Tổng cộng |
| --------------------- | ---------------------- | --------------------- | ------------ | ------------ | --------------------- | --------------------- | ------------- | ------------- | --------- | --------- |
| 2005                  | Đại học Kinh tế Ryutsu | JFL                   | 11           | 0            | –                     | –                     | –             | –             | 11        | 0         |
| 2006                  | Đại học Kinh tế Ryutsu | JFL                   | 6            | 0            | 0                     | 0                     | –             | –             | 6         | 0         |
| 2007                  | FC Tokyo               | J1 League             | 0            | 0            | 0                     | 0                     | 0             | 0             | 0         | 0         |
| 2008                  | FC Tokyo               | J1 League             | 0            | 0            | 0                     | 0                     | 0             | 0             | 0         | 0         |
| 2009                  | FC Tokyo               | J1 League             | 0            | 0            | 0                     | 0                     | 0             | 0             | 0         | 0         |
| 2010                  | FC Tokyo               | J1 League             | 0            | 0            | 0                     | 0                     | 0             | 0             | 0         | 0         |
| 2011                  | Shonan Bellmare        | J2 League             | 0            | 0            | 2                     | 0                     | –             | –             | 2         | 0         |
| 2012                  | Shonan Bellmare        | J2 League             | 37           | 0            | 1                     | 0                     | –             | –             | 38        | 0         |
| 2013                  | Shonan Bellmare        | J1 League             | 13           | 0            | 0                     | 0                     | 2             | 0             | 15        | 0         |
| 2014                  | Shonan Bellmare        | J2 League             | 0            | 0            | 0                     | 0                     | –             | –             | 0         | 0         |
| 2015                  | Giravanz Kitakyushu    | J2 League             | 24           | 0            | 1                     | 0                     | –             | –             | 25        | 0         |
| 2016                  | Giravanz Kitakyushu    | J2 League             | 24           | 0            | 2                     | 0                     | –             | –             | 26        | 0         |
| 2017                  | Nagano Parceiro        | J3 League             | 30           | 0            | 0                     | 0                     | –             | –             | 30        | 0         |
| Tổng                  | Tổng                   | Tổng                  | 128          | 0            | 6                     | 0                     | 2             | 0             | 136       | 0         |